# Parvipsitta
Parvipsitta is een geslacht van vogels uit de familie Psittaculidae (papegaaien van de Oude Wereld).

## Soorten
Het geslacht kent de volgende soorten:
- Parvipsitta porphyrocephala  (Dietrichsen, 1837) – Purperkaplori
- Parvipsitta pusilla (Shaw, 1790) – Dwerglori